# Масако Нацуме
Маса́ко Нацу́ме  (яп. 夏目 雅子, справжнє шлюбне прізвище — Нісіяма, дошлюбне - Одате; нар. 17 грудня 1957 — пом. 11 вересня 1985, Токіо)  — японська акторка, фотомодель, поетеса (авторка хайку).

## Творча кар'єра
За свою кар'єру, яка тривала в 1976—1985 роках, зіграла більш ніж у 15 фільмах і телесеріалах; за межами Японії найбільш відома за роллю юного ченця Сандзо в серіалі «Подорож на Захід» 1978—1980 років.
З липня 1984 року Масако була одружена з Сидзуко Ідзюіном (справжнє ім'я Тадасі Нісіяма).
11 вересня 1985 року 27-річна Нацуме померла від лейкемії в рідному місті Токіо.

### Фільмографія
- 1977 — «Оре-но-Сора» («Моє небо»)
- 1977 — «Торакку Яро» — Масако
- 1980 — Битва при Порт-Артурі — Сачі Мацуо Тосіо Масуда (російсько-японська військова драма про облогу Порт-Артура. Масако виконує роль дівчини офіцера імперської японської армії, яка залишається в Японії).
- 1981 — Машо но Нацу (Літо злих духів) — Соде Юкіо Нінагава
- 1982 — Onimasa — Matsue Kiryuin Hideo Gosha
- 1982 — Дай Ніппон Тейкоку (Велика Японська імперія) — Кьоко / Марія (драма про Другу світову війну, де Масако виконує дві ролі: смертельно хвору японську студентку, яка прагне стати живописицею, та філіппінську жінку).
- 1982 — Майбутня війна 198X — Лаура Гейн
- 1983 — Time and Tide — Mayumi / Misato (Масако виконує дві ролі. Грає дружину власника магазину та клієнтку, в яку він закохується, тому що вона схожа на його дружину).
- 1983 — Антарктида — Кейко Кітазава
- 1983 — Shōsetsu Yoshida Gakkō (школа Yoshida) — Kazuko Asō
- 1983 — The Catch — Tokiko Kohama
- 1984 — Діти Макартура — Комако Накай
- 1984 — Світлячки на Півночі — Нарратор (остання роль у фільмі)

## Номінації та нагороди
Номінації на Премію Японської Академії
- 1981 — у категорії «Найкраща жіноча роль другого плану» (за фільм «Висота 203», 1980)
- 1983 — у категорії «Найкраща жіноча роль» (за фільм  «Життя Ханако Кірюін»[en] («Онімаса»), 1982)
- 1984 — В категорії «Найкраща жіноча роль» (за фільми «Улов» і «Time and Tide» (1983))
- 1985 — у категорії «Найкраща жіноча роль» (за фільм «Діти Макартура», 1984)

Кінопремія «Блакитна стрічка»
- 1983 — Приз у категорії «Найкраща жіноча роль» (за фільм «Життя Ханако Кірюін»)

Іокогамський кінофестиваль
- 1983 — Приз у категорії «Найкраща жіноча роль другого плану» (за фільм «Велика Японська імперія», 1982)

Hochi Film Award
- 1983 — Приз у категорії «Найкраща жіноча роль» (за фільми «The Catch» і «Time and Tide»)[3]